# From Broadway to a Throne
From Broadway to a Throne è un film muto del 1916 diretto da William Bowman. La sceneggiatura di Elliott J. Clawson si basa su un soggetto scritto dallo stesso regista.

## Trama
Poco prima di un importante incontro, Jimmie, un boxeur di New York, riceve dal suo amico Billy, che vuole augurargli la buona fortuna, una medaglia. Herman Marlex gli racconta che quella è una medaglia che era appartenuta al principe di Magonia che, anni prima, era stato rapito e di cui non si sa più niente. Salito sul ring, Jimmie viene talmente picchiato da svenire. Mentre sta tornando a casa, Jimmie si mette la medaglia ma alcuni uomini, emissari del regno di Magonia, lo vedono e lo rapiscono per riportarlo in patria. Benché lui continui a dire di essere un semplice pugile, viene accolto con entusiasmo dalla popolazione convinta che sia il principe che ritorna. Heldone, il pretendente al trono, si vede esautorato e, non potendo più aspirare a diventare il sovrano, organizza una rivolta di palazzo. I rivoltosi si riversano nelle strade e Jimmie si trova a dover fronteggiare una folla inferocita: mentre sta per soccombere, il giovane si risveglia, mentre sente l'arbitro che finisce di contare fino a dieci con lui al tappeto. Ritornato in sé, Jimmie decide di rinunciare alla boxe e di sposarsi con Bess, la sua fidanzata.

## Produzione
Il film fu prodotto dalla Red Feather Photoplays (Universal Film Manufacturing Company).

## Distribuzione
Il copyright del film, richiesto dalla Universal Film Mfg. Co, Inc., fu registrato il 30 giugno 1916 con il numero LP8624.

Distribuito dalla Red Feather Photoplays (Universal Film Manufacturing Company), il film uscì nelle sale cinematografiche statunitensi il 31 luglio 1916.
Copie incomplete della pellicola (quattro rulli sui cinque originali) si trovano conservate in una collezione privata e negli archivi della Library of Congress di Washington.